# Agrotis hodnoe
Agrotis hodnoe là một loài bướm đêm trong họ Noctuidae.